# 平和学
平和学（へいわがく）とは、諸国家間の紛争の原因、それが起こりうる背景や経済、地政学的な理由から、紛争回避の手立て、方法、平和の維持とその条件などを科学的に研究する分野である。学問の分野ではなく、平和研究（へいわけんきゅう、英語：peace studies）という名称での分類が他言語では一般的である。

## 概要
平和学の研究対象は、戦争の回避、防止である。時代と共に形態を変える戦争を追い、また戦争が発生する因果を突き止め、次の時代に活かすのが平和学の目的である。
戦後の世界は人類史上もっとも平和であり、インターネットの普及をはじめとする世界の自由な情報の流れが、国の壁を取り払い、平和をもたらしたという事実がある。戦争は人類と同じくらい古いもののようだが、平和は現代の発明である。
第二次世界大戦後のアメリカで体系化が始まり、1965年に国際平和研究学会（IPRA）が発足し、1973年に日本平和学会（PSAJ）が創立された（初代会長は、東京大学名誉教授、立命館大学国際関係学部初代学部長の関寛治）。国際連合は1980年に、紛争の原因や予防の研究、平和構築や紛争調停などの実務教育を行うため、コスタリカに大学院大学である平和大学を設けている。

## 消極的平和と積極的平和
「消極的平和（しょうきょくてきへいわ）」・「積極的平和（せっきょくてきへいわ）」というフレーズは、1942年にアメリカの法学者クインシー・ライトが唱えたのが最初とされる。その後、ノルウェーの平和学者ヨハン・ガルトゥングが、既存の肉体的暴力、精神的暴力、性的暴力などといった「直接的暴力」（direct violence）と、暴力が貧困や差別、格差など社会的構造に根ざしている場合の「構造的暴力」（structural violence）を提起したことにより、従来の平和学における「平和＝単に戦争のない状態」と捉える「消極的平和」に加え、戦争の原因となる構造的暴力がない状態であるとする「積極的平和」（positive peace）という概念が確立し、平和学の理解に取り込まれ、一般的な解釈となった。日本でも20世紀から同様に解釈されており、『構造的暴力と平和』(1991年中央大学出版部発行)などが出版されている。
その結果、現行の平和学の対象領域は広がり、貧困、飢餓、抑圧や開発、ジェンダー、コミュニティ、ノーマライゼーション、異文化教育といった日常生活に関わるテーマも含むようになった。
なお、安倍晋三首相が第2次安倍内閣で国家安全保障戦略の基本として掲げ、第3次安倍内閣でも継続されている理念の「積極的平和主義」は、上記の解釈とは隔たりがあるとする指摘がある。ガルトゥングは2015年(平成27年)8月22日、沖縄県浦添市へ招かれて講演した際、「安倍首相は『積極的平和』という言葉を盗用し、私が意図した本来の意味とは正反対のことをしようとしている」とこれを否定した。また「私は、日本がこう主張するのを夢見てやまない。『軍隊は持たず、外国の攻撃に備えることもない』と」とも語っている。

ただ英訳ではガルトゥングの積極的平和は「Positive Peace」なのに対し、安倍首相の積極的平和主義は「Proactive Contribution to Peace」で異なり、日本語でも「主義」がつくか否かの違いがあるが、2015年(平成27年)9月4日の参議院特別委員会では、岸田文雄外務大臣は、安倍政権の積極的平和主義について「貧困や搾取に対処すべきであるという観点では、ガルトゥング博士の積極的平和と重なる部分は多い」と主張している。

## 日本における研究
国際基督教大学では平和研究を法学、政治学、国際関係学などからは独立した一つの専修分野（メジャー）として専攻し学ぶことができる。また、平和研究所も開設されている。立教大学の大学院（各研究科）では主とする専門のほかに、"course of peace studies"を「平和コミュニティ研究機構所定の専門教育プログラム」として修めることができる。鹿児島国際大学、東京学芸大学、中央大学、獨協大学、法政大学、明治学院大学、立命館大学、早稲田大学などの大学では、政治学や国際関係論の枠内で平和学の講義を設けている。

## 研究者
- 安斎育郎
- 伊勢崎賢治
- 猪木正道
- 宇吹暁
- 岡本三夫
- 児玉克哉
- 酒井啓子
- 佐々木寛
- 篠田英朗
- 関寛治
- 高原孝生
- 高柳先男
- 田中明彦
- 野田正彰
- 馬場伸也
- 廣瀬陽子
- 星野昭吉
- 松永泰行
- 武者小路公秀
- 村田晃嗣
- 吉崎知典
- 吉本隆昭
- ヨハン・ガルトゥング
- エリース・ボールディング
- スガタ・ダス・グプタ

「非平和（Peacelessness）」という概念を提唱したインド人学者

## 講義する大学の一覧
50音順で列記。平和学もしくは平和研究という科目名を置く大学には、特に★を添付する。オープン科目を置く場合は○を、大学院修士課程以上で平和学専攻がある大学は◎を添付する。
- 青山学院大学大学院 国際政治経済学研究科（国際政治学専攻、国際経済学専攻、国際コミュニケーション専攻）
- 愛媛大学★
- 大阪女学院大学
- 沖縄国際大学総合文化学部 社会文化学科
- 鹿児島国際大学
- 鹿児島大学法文学部 平和学 （広島・長崎講座）
- 関東学院大学
- 関西学院大学（西宮上ヶ原キャンパス）★
- 久留米大学法学部国際政治学科
- 恵泉女子大学大学院人間社会学研究科平和学専攻★◎
- 国際基督教大学教養学部平和研究メジャーおよび大学院アーツ・サイエンス研究科公共政策・社会研究専攻平和研究専修★◎
- 国連大学のサステイナビリティと平和研究所・大学院
- 国際大学国際関係学研究科（修士課程）・国際関係学プログラム・国際開発学プログラム・国際平和学プログラム
- 神戸女学院大学グローバル・コミュニケーション
- 上智大学★
- 獨協大学★
- 大東文化大学★法学部政治学科
- 政策研究大学院大学開発学
- 創価大学の平和学プログラム★
- 中央大学★
- 中央学院大学★
- 中京大学★
- 中部大学国際関係学部★
- 帝塚山大学★
- 東京大学教養学部　平和学全学自由ゼミ
- 東京大学大学院総合文化研究科の 人間の安全保障プログラム
- 東京学芸大学
- 東京外国語大学大学院総合国際学研究科国際協力専攻平和構築・紛争予防専修コース（PCS)
- 東京経済大学★
- 東京女子大学現代教養学部人間科学研究科(博士前期課程) 人間社会科学専攻 グローバル共生社会分野
- 鳥取大学★
- 同志社大学神学部オープンコース
- 名古屋学院大学
- 新潟大学副専攻プログラム「平和学」 ★
- 新潟国際情報大学
- 日本大学★ - 2011年4月から国際関係学部国際総合政策学科で開講される。「軍事学」的内容を「平和学」として講義する予定。[7]
- 広島市立大学★◎ - 2011年4月から大学院国際学研究科において「平和学」の修士号の修得が可能に。併設する広島平和研究所の教員も教授陣に。夜間開講で社会人も入学が可能。学位取得は英語のみでも可能。
- 廣島女學院大学
- 広島修道大学法学部国際政治学科
- 広島大学 ★○ - 平成23年度から学部新入生を対象に「平和科目」を必修化。
- 一橋大学大学院社会学研究科・社会学部・平和と和解の研究センター（CsPR）
- フェリス女学院大学★ - 国際平和論、女性・滞日/在日女性と平和、女性・アジアの女性と平和、などの講義があり、併設大学院でも平和学研究が可能。（修士課程）
- ブラッドフォード大学★○◎ - 平和と紛争解決研究の世界最大の研究センター
- 法政大学★
- 北海道大学大学院文学研究科 歴史地域文化学専攻 歴史文化論講座
- 北星学園大学文学部 心理・応用コミュニケーション学科 ★
- 名桜大学大学院国際文化研究科
- 明海大学ホスピタリティ・ツーリズム学部 - 観光の視点から国際平和を学ぶ科目が開設されている
- 明治大学大学院教養デザイン研究科「平和・環境」領域研究コース
- 明治学院大学国際学部国際学科平和研究専攻
- 明星大学人文学部国際コミュニケーション学科
- 英国国立ランカスター大学平和学修士
- 立命館大学国際関係学部大学院国際関係研究科安斎育郎研究室＜平和学＞★
- 立命館アジア太平洋大学★
- 立教大学★○ - 学部は全カリ（英語での開講科目を含む）にて平和学に関する科目を開設。大学院では研究科横断での平和・コミュニティ研究機構科目、21世紀社会デザイン研究科の危機管理学領域の中で扱われている
- 立教大学大学院21世紀社会デザイン研究科比較組織ネットワーク学専攻
- 和光大学現代人間学部 心理教育学科/大学院社会文化総合研究科発達・教育臨床論コース
- 早稲田大学総合研究機構プロジェクト平和学研究所★○

## 研究機関
- ジョージ・メイソン大学 - カーター平和紛争解決スクール
- ストックホルム国際平和研究所 -
- ブラッドフォード大学
- 国際基督教大学 - 国際基督教大学平和研究所
- 創価大学 - 創価大学平和問題研究所
- 東京外国語大学 - 東京外国語大学大学院地域文化研究科平和構築・紛争予防学講座
- 東京純心大学 - 東京純心大学
- 長崎総合科学大学 - 長崎総合科学大学平和文化研究所
- 長崎平和研究所 - 2010年6月末閉所
- 広島大学 - 広島大学平和科学研究センター
- 広島市立大学 - 広島市立大学広島平和研究所
- 明治大学 - 軍縮平和研究所
- 明治学院大学 - 明治学院大学国際平和研究所
- 立教大学 - 平和・コミュニティ研究機構
- 立教大学 - 社会デザイン研究所
- 立命館大学国際平和ミュージアム

## 関連書籍
- 加納貞彦、本間勝、石戸充編著『平和と国際情報通信　「隔ての壁」の克服』早稲田大学出版部、2010年。
- 日本平和学会編『「核なき世界」に向けて』平和研究35号、早稲田大学出版部、2010年。
- 日本平和学会編『グローバルな倫理』平和研究36号、早稲田大学出版部、2011年。
- 日本平和学会編『世界で最も貧しくあるということ』平和研究37号、早稲田大学出版部、2011年。
- 日本平和学会編『体制移行期の人権回復と正義』平和研究38号、早稲田大学出版部、2012年。
- 日本平和学会編『平和を再定義する』平和研究39号、早稲田大学出版部、2012年。